# Euippe fictaria
Euippe fictaria là một loài bướm đêm trong họ Geometridae.